# Associação Académica de Coimbra – Organismo Autónomo de Futebol
A Associação Académica de Coimbra - O.A.F. (AAC-OAF)  ComC • ComSE • MHIH • MHL, normalmente designada por Académica, é um clube de futebol profissional português sediado na freguesia de Santo António dos Olivais, em Coimbra, Portugal. É um dos maiores clubes do Futebol Português estando na 3.ª divisão. Embora fundada em 1887 como uma entidade estudantil, a secção de futebol da Associação Académica de Coimbra nascerá somente em 1911, sendo a Associação Desportiva mais antiga de Portugal e um dos clubes mais antigos em atividade no país e na Península Ibérica.
O Organismo Autónomo de Futebol, criado em 1984 com o intuito de profissionalizar o futebol, é atualmente presidido por Pedro Miguel Ribeiro.
A Académica é a detentora do troféu da 1ª Taça de Portugal a ser realizada, ganha em 1939. A 25 de maio de 2012, após um jejum de 73 anos, conquistou a sua segunda Taça de Portugal, sob o comando do treinador Pedro Emanuel, com uma vitória por 1-0 frente ao Sporting Clube de Portugal. Na temporada de 2012/13 qualificou-se pela primeira vez para a fase de grupos da Liga Europa.

## História

Evolução das classificações da Associação Académica de Coimbra – OAF desde 1938

A instituição foi fundada em 1887, quando o Clube Atlético de Coimbra (fundado em 1861) e a Academia Dramática (fundada em 1837) se fundiram.
A Associação Académica de Coimbra - OAF, que atualmente joga na terceira divisão do futebol português, é herdeira da Secção de Futebol da Associação Académica de Coimbra (AAC), a associação de estudantes da Universidade de Coimbra, o que vale ainda hoje o epíteto comum de "equipa dos estudantes", já que até à década de 1970 a grande maioria dos jogadores eram estudantes universitários.
É hoje, na prática, um clube independente em relação à sua casa-mãe, que de resto mantém separadamente uma secção amadora de futebol (que joga nas distritais) e muitas outras modalidades, como basquetebol, rugby, canoagem, natação, voleibol, ténis, andebol, entre outras.
Como todas as equipas da casa-mãe, é designada como "Académica", e carinhosamente apelidada de "Briosa" pelos adeptos, alcunha que advém da forte entrega com que normalmente se batiam as equipas amadoras de estudantes mesmo contra equipas de atletas profissionais de alta competição.

### Fundação da AAC
A casa-mãe, a Associação Académica de Coimbra, foi fundada no dia 3 de novembro de 1887, mas as suas origens remontam à criação da Academia Dramática, em meados do século XIX. A Associação Académica de Coimbra instalou-se no Colégio de São Apóstolo e o seu primeiro presidente foi António Luiz Gomes, estudante de Direito que mais tarde se tornaria reitor da Universidade de Coimbra.

### (1887-1935) - Da fundação à 1ªLiga

#### O primeiro jogo
O primeiro jogo de futebol da Associação Académica de Coimbra data de Janeiro de 1912, sendo na altura presidente Álvaro Bettencourt Pereira de Athayde. A preparação para o aguardado encontro foi tal que a equipa começou a treinar-se no dia 8 de Janeiro, na Ínsua dos Bentos, local onde se viria a disputar o duelo com o Ginásio Club de Coimbra. Nessa partida, disputada no dia 28, a Académica surgiu equipada com camisolas brancas e calções pretos, num encontro que terminaria com a vitória da Associação Académica de Coimbra por 1-0.

#### Primeiro Troféu
Três meses depois de ter disputado o seu primeiro jogo, a Académica estreou-se em competições oficiais, na Taça Monteiro da Costa. No entanto, seria na segunda edição da prova, a 9 de Março de 1913, que a Associação Académica iria vencer o seu primeiro troféu, sagrando-se “campeã do Norte”. Na final, a Académica bateu o FC Porto por 3-1.

#### O primeiro título distrital
A Associação de Futebol de Coimbra é criada em Outubro de 1922 e com ela surgem as primeiras competições distritais, que a Académica vence sem grande dificuldade. No primeiro jogo realizado sob a égide do novo organismo a Associação Académica de Coimbra venceu o Modesto por 3-0. Nessa prova, a Académica continuou o seu percurso triunfante, batendo na final a Naval por 3-1 e garantindo assim a qualificação para o Campeonato de Portugal.

#### Académica na final do Campeonato de Portugal
A vitória sobre a Naval na final do campeonato distrital valeu à Académica a possibilidade de representar o distrito no Campeonato de Portugal. No ano de estreia, os homens de Coimbra conseguiram uma excelente prestação tendo chegado à final da competição. Depois de ter batido o Sp. Braga, o Lusitano VRSA e o Marítimo, a Académica tinha pela frente o representante de Lisboa, o Sporting. No dia da final, a Associação Académica de Coimbra chegou ao Algarve, palco da final, na manhã do dia de jogo e, perante 4.000 espectadores, acabaria por perder por 3-0 apesar de ter feito um bom jogo. No final da partida, o capitão Júlio Ribeiro da Costa dirigiu-se assim à imprensa: “Sinto-me muito orgulhoso de ser o meu team finalista do Campeonato de Portugal”.

#### O emblema

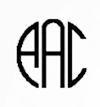
O primeiro emblema da Académica.

Um dos acontecimentos mais importantes na década de 1920 foi o nascimento do símbolo que a Associação Académica de Coimbra adoptaria de forma definitiva. Após algumas tentativas que não foram do agrado dos estudantes, a Académica decidiu utilizar um novo símbolo, que contemplava as iniciais “AAC” numa partida com o Sporting e cujo objetivo era “vingar” a derrota na final do Campeonato de Portugal. Contudo, a Académica seria derrotada e as culpas foram atribuídas ao novo emblema, que rapidamente foi ostracizado. Foi então que, na época 1927-1928, o estudante de Medicina, Fernando Ferreira Pimentel, a pedido do então dirigente Armando Sampaio, desenhou o atual símbolo da Académica, que passou a ser usado a partir desse ano. Fernando Pimentel recusou mesmo ter lucro com o símbolo que desenhou, tendo na altura afirmado: “O grande lucro foi a certeza, a consolação, sem vaidade, que dei à rapaziada da camisola negra o distintivo mais procurado e mais adorado em todo o Portugal”.

### (1935-1947) - Primeira Liga e Taça de Portugal

#### A época de 1934 - 1935
A época de 1934-1935 representa uma revolução no panorama desportivo português e é criada a 1ª Liga, que passa a ser a prova principal de futebol. A Académica, como vencedora do Campeonato de Coimbra, garantiu a presença nessa competição depois de vencer o União, naquele que foi o primeiro jogo a ser transmitido pela rádio. Na 1ª Liga, a AAC consegue a sua primeira vitória na quinta jornada da segunda volta, depois de bater o Académico do Porto por 2-1. O primeiro jogo da Briosa na 1ª Liga data de 20 de Janeiro de 1935, com o Sporting, no Campo de Santa Cruz.

#### Conquista da 1ª Taça de Portugal

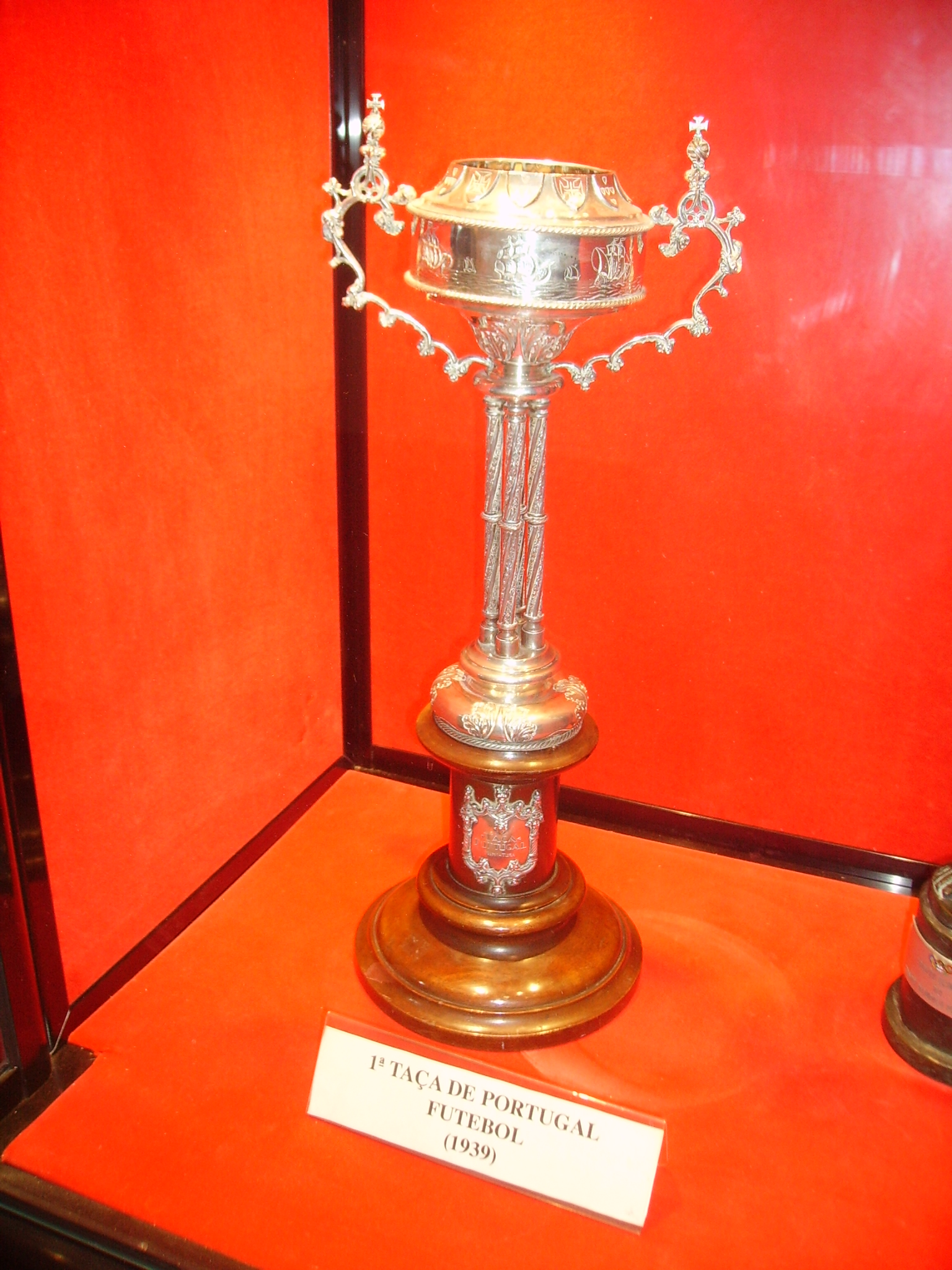
Primeira Taça de Portugal (1939) da Académica de Coimbra.

No dia 25 de Junho de 1939, a Académica conseguiu a maior conquista desportiva da sua História, arrecadando a primeira Taça de Portugal, uma competição que substituiu o então denominado Campeonato de Portugal. Depois de eliminar o Covilhã, o Académico do Porto e o Sporting, a Académica tinha pela frente, no jogo decisivo, o Benfica. Perante 30 mil espectadores, no Campo das Salésias, a Académica venceu os encarnados por 4-3, com golos de Pimenta, Alberto Gomes e dois de Arnaldo Carneiro. Os festejos duraram dias e a cidade de Coimbra recebeu em êxtase os seus heróis… Assim se escreveu uma página de ouro na História da Académica!

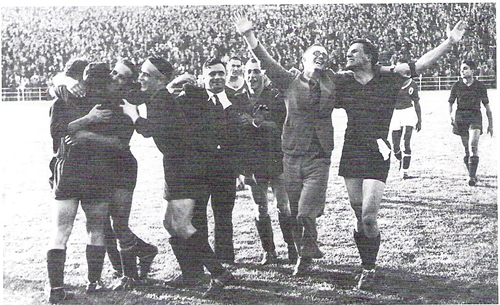
A Académica venceu o Benfica por 4-3 em 1939 e conquistou a 1ª edição da Taça de Portugal.

A conquista da primeira Taça de Portugal por parte da Académica levou a festejos quase sem fim. Um pouco por todo o lado, os adeptos da AAC festejavam a vitória sobre o Benfica e até mesmo os antigos jogadores Joaquim Isabelinha, Armando Sampaio e Rui Cunha se juntaram à festa. Um repórter da revista “Stadium”, que acompanhou as celebrações, referiu mesmo que a “imensa falange de apoiantes da Briosa é a mais aguerrida, a mais junta, a mais entusiástica de Portugal”. Foi nesta altura que se tornou também famoso o grito de vitória dos adeptos da Académica: “São horas de emalar a trouxa/ Boa noite, Tia Maria./ Que a Briosa ganhava a Taça,/ Obrigado! Já cá se sabia!”.

### Novo Estádio
No dia 20 de Janeiro de 1949, a Académica joga pela primeira vez novo estádio Municipal, abandonando o Campo de Santa Cruz. No novo recinto, a grande novidade foi mesmo o facto de ser relvado, algo completamente desconhecido em Coimbra. Na primeira partida, a Briosa jogou frente a Portugal num encontro que terminou empatado a três bolas. Foi a única vez que Bentes jogou contra a Académica.

#### Campeões Nacionais de Júniores (1949/50 e 1951/52)
Depois de várias tentativas frustradas, a equipa de juniores da Briosa sagrou-se pela primeira vez na História campeã nacional depois de ter vencido o Benfica por 2-1, numa partida disputada no Estádio de Alvalade. Comandada pelo inevitável Alberto Gomes, a Académica eliminou o Viseu e Benfica, o Covilhanense e o FC Porto antes de chegar ao jogo decisivo. 

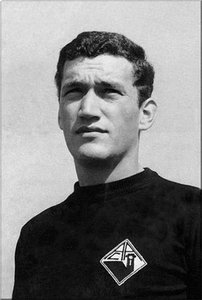
Vasco Gervásio, lendário jogador da Briosa, que vestiu a camisola preta de 1962 a 1979, efetuando 430 jogos, 284 dos quais enquanto capitão.

Dois anos depois, a Académica voltava a repetir a façanha ao bater na final o Portalegrense por 2-1. A Briosa, orientada pelo mesmo treinador da equipa principal, Oscar Tellechea, conseguiu o título apenas na partida de desempate uma vez que no primeiro jogo as equipas ficaram-se por um empate. Frias e Chico foram os autores dos golos da Académica.

#### 1966/67 - A melhor classificação de sempre e Campeonato Nacional de Juvenis
No campeonato a Briosa terminou na segunda posição atrás do Benfica naquele que foi um duelo bastante intenso e que durou até final. Três pontos apenas separaram as duas equipas no final do campeonato que coroou ainda o avançado Artur Jorge como segundo melhor marcador da competição, apenas ultrapassado por Eusébio. No Académica - Benfica desse ano, foram 43 mil os espectadores que marcaram presença no “Municipal”, no chamado jogo do título e que terminou com a vitória dos encarnados por 1-0. Também a comunicação social elogiava o futebol da Briosa, treinada por Mário Wilson, mas os jogadores sempre conseguiram afastar essa pressão com frases como esta: “Título? Qual título? Eu tenho um exame de alemão amanhã…”, dissera Artur Jorge.
A temporada de 1966/67 acabaria por ser uma época de ouro para a Académica. Depois de brilhantes prestações no campeonato e Taça de Portugal, a equipa de juvenis realizou também uma brilhante campanha e que terminou com a conquista do campeonato nacional. A Briosa, treinada por Bentes, venceu na final o Benfica por 1-0.

### 1968/69 - Estreia nas competições Europeias, a Final da Taça de 69 e a crise Estudantil
A Académica faz a sua estreia em competições europeias na temporada 1968/69 e só o desempate por moeda ao ar a faz ser eliminada na primeira ronda da Taça das Cidades com Feira, aos pés dos franceses do Olympique de Lyon. A Briosa perdera em França por 1-0 mas em Coimbra venceu pelo mesmo resultado. No final, o capitão da Académica, Rocha, escolheu o lado errado da moeda e quando a mesma caiu no relvado com a cara do General Franco para cima, a desilusão abateu-se sobre os estudantes. Curioso também o facto de a Académica ter sido proibida de disputar a competição no ano anterior porque a UEFA entendeu que Coimbra não tinha uma feira capaz de habilitar a equipa a disputar a prova.

#### Final da Taça de Portugal de 1969
Em 1969, a Académica atinge pela quarta vez a final da Taça de Portugal numa altura onde Francisco Andrade era o técnico da Briosa. O jogo decorria com superioridade da Académica que chegou a estar em vantagem mas o Benfica daria a volta ao resultado no prolongamento. Mas o encontro entre a Académica e o Benfica foi muito mais que um simples jogo de futebol…
A final da Taça de 1969 foi seguramente a mais politizada de todas as que se disputaram até agora. A crise estudantil estava ao rubro, a Académica estava solidária com os estudantes de Coimbra e a Direção Geral da AAC aproveitou o jogo para dar visibilidade às suas reivindicações. O topo sul do Estádio Nacional foi um autêntico “comício contra o regime”, com os estudantes a mostrarem cartazes onde se podia ler “Universidade Livre”, “Melhor ensino, menos polícias”, "Menos espingardas, menos quartéis, menos repressão" ou “Ensino para todos”. Foi a primeira vez que a final da Taça não teve transmissão televisiva e nem o Presidente da República nem o Ministro da Educação marcaram presença no Jamor...

### 1974 - CAC – Clube Académico de Coimbra
Após a subida de divisão a Académica vive o momento mais conturbado da sua História. A 20 de Junho de 1974, uma Assembleia Magna de estudantes decidiu a extinção da secção de futebol, isto numa altura em que a equipa estava numa digressão em Espanha.
Os sócios da secção de futebol da Académica recusaram-se a aceitar a ideia de excluir o futebol de alta competição e, num plenário da secção, liderado por Júlio Couceiro, propõem a constituição do CAC, aprovado pelos 500 associados presentes. O presidente da AF Coimbra, Guilherme de Oliveira, mostrou estar do lado do grupo e rapidamente reconhece o CAC como sucessor legítimo e legal da secção de futebol. Apesar de numa primeira fase, o processo ter sido indeferido pela FPF, dando origem a inúmeros protestos e manifestações, o Conselho de Justiça da FPF acabou por anular as decisões anteriores e reconhecer o CAC.

### 1984 - O regresso à casa-mãe: o nascimento do Organismo Autónomo
10 anos depois, o Clube Académico de Coimbra foi extinto. Tudo aconteceu a 27 de Julho de 1984 quando o auditório da Associação Académica de Coimbra foi o local escolhido para que Ricardo Roque, presidente da AAC, e Jorge Anjinho, presidente do CAC, assinassem o protocolo que consagrou a extinção do Clube Académico de Coimbra e a sua reintegração na casa-mãe, agora com o estatuto de organismo autónomo. Nascia então a AAC / OAF – Associação Académica de Coimbra / Organismo Autónomo de Futebol.

### Novo Milénio (2001-Presente)

#### 2003 - Inauguração Estádio Cidade de Coimbra
No dia 29 de Outubro de 2003, a Briosa entra pela primeira vez em campo no remodelado Estádio Cidade de Coimbra, numa partida frente ao Benfica. O jogo começou em festa e foram muitos os espectadores que assistiram a esse encontro. O primeiro golo pertenceu a Tonel, mas o jogo terminou com a derrota dos “estudantes” por 3-1. Este foi então o primeiro encontro oficial disputado no remodelado recinto da Briosa.

#### 2007 - Inauguração Academia Briosa XXI
A Academia Briosa XXI é, hoje, a casa-forte da Académica. Situada no limiar da cidade de Coimbra, o centro de treinos da Briosa é um espaço exemplar que apresenta condições de excelência, ideais para um clube de futebol profissional, bem como para todos os seus escalões de formação. Inaugurada no dia 15 de Dezembro de 2007, na presença do Secretário de Estado da Juventude e Desporto, Dr. Laurentino Dias, e do Presidente da Académica, Eng. José Eduardo Simões, a Academia Briosa XXI é uma das grandes obras da História da Académica.

#### 2012 - Conquista da Taça de Portugal
Se na época transata os “estudantes” tinham caído nas meias finais, desta feita a Académica conseguiu carimbar o regresso ao Estádio Nacional, 43 anos depois. Oriental, FC Porto, Leixões, Desp. Aves e Oliveirense ficaram pelo caminho e no Jamor seria o Sporting o adversário, numa final inédita.
Ricardo; Cédric Soares, João Real, Abdoulaye, Hélder Cabral; Diogo Melo, Adrien Silva, David Simão; Marinho, Diogo Valente e Edinho. Foi este o onze que iniciou o jogo no Jamor. Frente a um Sporting apontado como grande favorito à vitória final, os “estudantes” entraram em campo a pisar as capas negras em sinal de respeito e esse foi o incentivo final para que o conjunto de Pedro Emanuel dominasse, do princípio ao fim, as incidências do jogo. Logo aos três minutos, Marinho fez o único golo da partida, após cruzamento de Diogo Valente, e levou os cerca de 14 mil adeptos da Académica ao verdadeiro delírio. Os minutos seguintes foram certamente dos mais longos da História da Briosa mas quando Paulo Baptista apitou para o final da partida, estava escrita mais uma página no livro dourado da Briosa: 73 anos depois, a Taça voltou para Coimbra!

#### 2012/13 - O regresso à Europa, 41 anos depois
A vitória na Taça de Portugal na época transata cumpriu o “sonho de gerações” dos adeptos da Briosa e para este novo ano estava reservada uma nova e especial aventura: o regresso às competições europeias e logo com acesso direto à Fase de Grupos da Liga Europa. O sorteio ditou o Viktoria Plzen da República Checa, o Hapoel Tel-Aviv de Israel, e o Atlético de Madrid de Espanha como adversários no Grupo B da competição e os “estudantes” cedo se assumiram como os “outsiders” da prova. A Académica terminou na terceira posição e não conseguiu a qualificação para a fase seguinte, mas para a história fica a vitória sobre o Atlético de Madrid, em Coimbra, por 2-0 (dois golos de Wilson Eduardo). Os madrilenhos eram os detentores do troféu e gabavam-se de terem alcançado um feito inédito de 16 vitórias consecutivas na Europa. Caíram… em Coimbra.
No entanto, a época de regresso às competições europeias acaba por não ter grande fulgor para a Académica no que diz respeito às competições internas. Termina a temporada no 11º lugar da Primeira Liga, a 10 pontos do 10º classificado, o Marítimo. Acaba eliminada da Taça de Portugal nos quartos-de-final, ao perder por 4-0 contra o Benfica, em Coimbra. Para a Taça da Liga, para além de na 2ª Fase ter derrotado o Sporting da Covilhã no desempate por grandes penalidades, obtém o 3º lugar do grupo da fase seguinte, num grupo com Benfica, Moreirense e Olhanense.

#### (2013 - 2016) - Depois da Europa e descida à Segunda Liga
Depois de alcançar os voos da Europa, a Académica encontra-se numa fase delicada, com o desempenho das épocas seguintes a destacar-se pela negativa, particularizando-se a 8º classificação alcançada na Primeira Liga na época 2013/14. Um preocupante 15º lugar na época 2014/15, para além da eliminação na 3º Fase da Taça de Portugal numa derrota por 1-0 contra o Santa Maria, equipa do Campeonato de Portugal, previam o pior dos cenários para a equipa de Coimbra.
Na época seguinte a Briosa acabaria por descer ao segundo escalão do futebol português quatorze anos depois, ao não conseguir para além de um desgostoso 18º lugar na Primeira Liga. Começou a época o acarinhado José Viterbo, academista ferrenho assumido, responsável pela manutenção da Briosa na Primeira Liga na época anterior. Este acabaria por colocar o seu lugar à disposição ainda no início da temporada, resultando no regresso de Filipe Gouveia à Académica, desta vez enquanto treinador principal, que não conseguiu evitar o triste desfecho, alcançando apenas 6 vitórias até ao fim da temporada.

#### (2016 - 2022) Segunda Liga e a descida inédita
Na época 2016/17, o regresso ao segundo escalão esperava-se breve para a Briosa e para os seus adeptos, assumindo-se naturalmente como grande favorita à subida à Primeira Liga, sendo na primeira temporada comandada por Costinha. Viu no entanto as suas esperanças a cair por terra ao não conseguir alcançar para além do 6º lugar, a longínquos 19 pontos da promoção.
As temporadas seguintes continuariam a ser de ambição por uma promoção à Primeira Liga, todas sem sucesso. A temporada 2017/18 viria a Briosa perto de uma promoção, tendo no entanto alcançado o 4º lugar, a apenas 3 pontos do 2º classificado Santa Clara. Por outro lado, nas temporadas 2018/19 e 2019/20 alcançaria apenas o 5º e o 7º lugar, respetivamente, sendo que a última acabaria mais cedo, logo após a jornada 24, devido à Pandemia de Covid-19.
A temporada 2020/21 tornar-se-ia uma temporada singular para a Briosa, sendo que para além do impedimento da presença de adeptos nos estádios devido ao decorrer da pandemia em curso, a Académica viria a fazer uma época promissora. Com o treinador Rui Borges ao comando, os "estudantes" terminam o campeonato na 4.ª posição na tabela, tendo no entanto passado a grande parte da temporada em posições de subida, mais concretamente nos 1º e 2º lugares. Essa temporada destaca-se por ter sido a primeira na Segunda Liga na qual a 3ª classificação daria acesso a play-off, que seria disputado num sistema de eliminatória a duas mãos, contra o antepenúltimo (16º) classificado da Primeira Liga.
Nesta temporada destacaram-se Mohamed Bouldini, Fabiano, Traquina, Bruno Teles, Mika, Fabinho, Filipe Chaby, entre outros.
Por sua vez, a temporada seguinte viria a ser a mais negra de sempre da Académica, culminando com a inédita descida à Liga 3 e aos palcos não profissionais do futebol português pela primeira vez na sua história. Terminou a temporada num triste último lugar da tabela, com apenas 17 pontos no total, menos 18 do que o penúltimo classificado Varzim, e a 20 da manutenção direta.[carece de fontes?] Destaque para o atacante brasileiro João Carlos, emprestado pelo Estoril Praia, que apesar da classificação infeliz da Académica, apontou 18 golos em 34 jogos ao serviço dos "estudantes", alcançando o título de melhor marcador da Segunda Liga, num feito pessoal inédito. Para além disso, nesta época ocorreram as estreias profissionais de 4 jogadores da formação da Briosa na equipa principal - João Tiago, Vasco Gomes, Costinha e Alexandre Galvanito - com destaque para Costinha, alcunha de Tomás Costa, que ao apontar 2 golos e 2 assistências em 36 jogos pela Briosa na sua época de estreia, apesar do insucesso coletivo, lhe valeu uma transferência para o Sporting de Braga.

#### 2022/23 - Uma nova realidade
Em 2022/23 surge uma Académica de cara lavada. Após as eleições que elegeram Pedro Miguel Ribeiro enquanto presidente do Organismo Autónomo de Futebol, o clube sofreu uma reestruturação profunda, com o objetivo de construir uma Académica com bases sólidas, de mãos dadas com a cidade e que chame de volta os seus milhares de sócios e adeptos ao amor pela Briosa, potencializando ao máximo o nome desta grande instituição de relevo nacional e internacional.
Para a primeira temporada da Briosa na Liga 3, foi contratado o treinador Miguel Valença, natural do distrito de Coimbra, e com experiência em vários clubes neste escalão.
Sem esquecer que uma das primeiras intervenções de Pedro Miguel Ribeiro enquanto presidente, para além da contratação da equipa técnica e de jogadores, foi o regresso de Rui Gonçalves à Académica. Um dos mais carismáticos colaboradores da Briosa voltou para acompanhar a equipa sénior no seu dia-a-dia, dando assim usufruto aos vastos conhecimentos adquiridos ao longo de mais 40 anos ao serviço da equipa dos "estudantes".

## Símbolos do clube

### Emblema
A história do atual emblema da Briosa obriga-nos a falar, orgulhosamente, de Fernando Ferreira Pimentel. Este antigo estudante de Medicina, nascido em Manteigas a 22 de Julho de 1905, foi o responsável pela criação e desenho do atual emblema, no longínquo ano de 1928. No entanto, o losango que hoje todos conhecemos nem sempre foi o símbolo da Académica.
Respeitando sempre a relação próxima com os estudantes universitários e a Academia de Coimbra, o emblema da Académica representou-se de várias maneiras antes de ganhar o seu desenho atual. Assim, desde a imagem de uma tricana a uma capa de estudante erguida num pau ou num mastro de bandeira, contam-se quatro versões anteriores à versão desenhada por Fernando Pimentel.
Na última versão não definitiva do emblema, este era representado pelas letras "AAC". Foi numa partida com o Sporting que a Briosa usou pela primeira vez as três letras como símbolo mas a verdade é que esse encontro não traz boas memórias para os academistas. A Académica perdeu esse jogo por 9-1 e os novos emblemas foram considerados os culpados por esse desaire e nunca mais foram utilizados.

O clube de Coimbra passou então a jogar sem emblemas mas essa decisão durou pouco tempo. Isto porque em Junho de 1928, e a pedido de Armando Sampaio, na altura dirigente da Briosa, Fernando Pimentel meteu mãos à obra e desenhou o atual distintivo da Académica. No desenho final de Fernando Pimentel, a Instituição é apresentada com as iniciais do seu nome, AAC, e com a silhueta negra da Cabra, principal símbolo da Universidade de Coimbra, sendo que estes elementos estão inscritos dentro de um losango que dá forma ao mais bonito emblema que conhecemos.

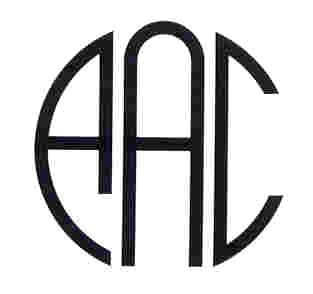
Primeiro emblema da Académica (1926-28)

Durante o período em que a Académica existiu sob o nome de Clube Académico de Coimbra (CAC), de 1974 a 1984, o símbolo que a representou também foi outro.

### Cores
A Académica, desde a sua formação, é indissociável à cor preta, que se verifica na cor do seu emblema e do seu equipamento principal. O branco é uma cor recorrente, devido à sua presença no emblema do clube e ao uso da cor no equipamento alternativo do clube.

### Material e patrocinadores
| Período   | Material Desportivo | Patrocinador    |
| --------- | ------------------- | --------------- |
| 1983/84   | Nenhum              | Espaço-T        |
| 1984-1986 | Puma                | Espaço-T        |
| 1986/87   | Puma                | Triunfo         |
| 1987-1989 | Adidas              | Triunfo         |
| 1989-91   | Adidas              | FNAC            |
| 1991-1993 | Hummel              | Montepio Geral  |
| 1993/94   | Lotto               | SANYO           |
| 1994/95   | Nenhum              | Topázio         |
| 1995/1996 | Nenhum              | Sanitana        |
| 1996/97   | Umbro               | Robbialac       |
| 1997-1999 | Lotto               | Robbialac       |
| 1999-2002 | Cejudo              | Robbialac       |
| 2002/03   | Tepa                | Casino Figueira |
| 2003-2005 | Patrick             | Casino Figueira |
| 2005-2009 | Legea               | Dolce Vita      |
| 2009-2012 | Lacatoni            | EFAPEL          |
| 2012-2017 | Nike                | EFAPEL          |
| 2017-2019 | Lacatoni            | EFAPEL          |
| 2019/20   | Claw                | EFAPEL          |
| 2020-2022 | Playoff             | EFAPEL          |
| 2022/23   | Playoff             | Almedina        |
| 2023/24   | Adidas              | Praxis          |

### Hino e músicas
O mais recente hino da Académica, "Um Amor para Sempre" foi oficialmente apresentado na gala comemorativa dos 120 anos da instituição conimbricense, decorrida em setembro de 2008, curiosamente no Casino Estoril. Em Coimbra foi dado a conhecer anteriormente, em julho do mesmo ano, no dia da apresentação oficial da equipa para a época corrente. O Hino dos "estudantes" é da autoria de Zé da Ponte e é interpretado por Teresa Radamanto e Paulo Ramos.
Em 2019 surge uma nova música oficial da Académica, chamada "Eterna Briosa", que viria a ganhar sucesso entre os academistas, principalmente os mais jovens.
Não oficialmente existem também diversos temas relativos ou comumente associados à Académica, pelo seu simbolismo e romantismo únicos para com a cidade de Coimbra e a universidade, tais como a "Balada da Despedida do 5º Ano Jurídico 88/89", o tema "Balada de Coimbra" composto por José Eliseu, o tema "Briosa" da Tuna de Medicina da Universidade de Coimbra ou "Briosa" da FAN-Farra Académica de Coimbra, para além de muitos outros temas das diversas tunas e corais existentes na mágica cidade de Coimbra que façam referência à Briosa.
Sem nunca esquecer as inúmeras músicas da irredutível Mancha Negra, nomeadamente "Sou AAC", "Nossa Briosa", "Deixei a Casa", "Não te deixo Mais" ou a mítica "Sabes que Nunca estarás Só", entre muitas outras.

## Infraestruturas desportivas

### Ínsua dos Bentos (1887 - 1922)
Inicialmente, a Académica utilizava a Ínsua dos Bentos para praticar futebol. Desde 1901 que a Associação Académica de Coimbra procurava sensibilizar a Câmara Municipal para a edificação da primeira infraestrutura desportiva da cidade, pois até lá a Académica ia utilizando a Ínsua dos Bentos para praticar futebol. Foi então que, de forma informal e cerca de duas décadas depois, foi finalmente inaugurado o Campo de Santa Cruz. Em Fevereiro de 1918 a Académica jogou com o Império de Lisboa, tendo perdido por 3-2, naquele que foi o primeiro encontro ali disputado. Contudo, rapidamente se percebeu que não estavam reunidas as condições mínimas de funcionamento e a Académica lá voltou a utilizar a Ínsua dos Bentos.

### Campo de Santa Cruz (1922-1949)
Depois de uma inauguração informal em 1918, o Campo de Santa Cruz foi, finalmente, alvo de uma cerimónia oficial, a 5 de Março de 1922, que marcou o arranque do novo campo da Associação Académica de Coimbra. Com o objetivo de celebrar o segundo aniversário da “Tomada da Bastilha”, a Académica recebeu o Académico do Porto numa partida que acabou por perder por 4-3. A inauguração do campo mobilizou a cidade e o pontapé de saída foi dado pelo então reitor e antigo presidente da AAC, António Luiz Gomes. Na altura, o jornal “O Despertar” foi claro ao classificar o Campo de Santa Cruz como o “melhor do país”.

### Estádio Municipal de Coimbra (1949-2003)
No dia 20 de Janeiro de 1949, a Académica joga pela primeira vez no novo estádio Municipal, abandonando o Campo de Santa Cruz. No novo recinto, a grande novidade foi mesmo o facto de ser relvado, algo completamente desconhecido em Coimbra. Na primeira partida, a Briosa jogou frente a Portugal num encontro que terminou empatado a três bolas. Foi a única vez que Bentes jogou contra a Académica.

### Estádio Cidade de Coimbra (2003 - atualidade)
O antigo Estádio Municipal de Coimbra deu lugar ao novo Estádio Cidade de Coimbra. A reconstrução do Estádio Cidade de Coimbra, da responsabilidade da Câmara Municipal de Coimbra, partiu do aproveitamento das infraestruturas existentes, como, por exemplo, a pista de atletismo. Foi realizada uma ampla remodelação de todo o anel das bancadas e construído um novo anel acima daquele, em forma de U. Esta solução permitiu aproveitar a magnífica vista sobre a encosta da cidade. O projeto é da autoria do arquiteto António Monteiro que conseguiu, deste modo, duplicar a lotação do estádio para os 29.622 lugares sentados, exigidos pela UEFA para a realização dos jogos internacionais do Euro 2004.
O estádio não foi inaugurado com um jogo, mas com um concerto da banda Rolling Stones, a 27 de setembro de 2003. Recebeu o primeiro jogo no dia 29 de outubro de 2003, numa partida em que os "estudantes" receberam o Benfica. Neste estádio decorreram, no âmbito do Campeonato Europeu de Futebol de 2004, os jogos (da fase de grupos) Inglaterra - Suíça e Suíça - França, a 17 e 21 de junho, respetivamente. O campo de Futebol tem como medidas 105 metros de comprimento por 70 metros de largura.
A maior assistência registada no Estádio Cidade de Coimbra foi uma partida disputada entre os "academistas" e o Marítimo, com 26 118 espectadores.
Ao longo dos anos, tem sido o palco para inúmeros eventos e espetáculos de relevo nacional e internacional, onde se destacam ainda os concertos de George Michael, Madonna, U2 e, mais recentemente, Andrea Bocelli. No plano desportivo, o Estádio continua a ser uma referência, tendo já recebido jogos da seleção portuguesa e as finais da Taça da Liga e de Portugal.

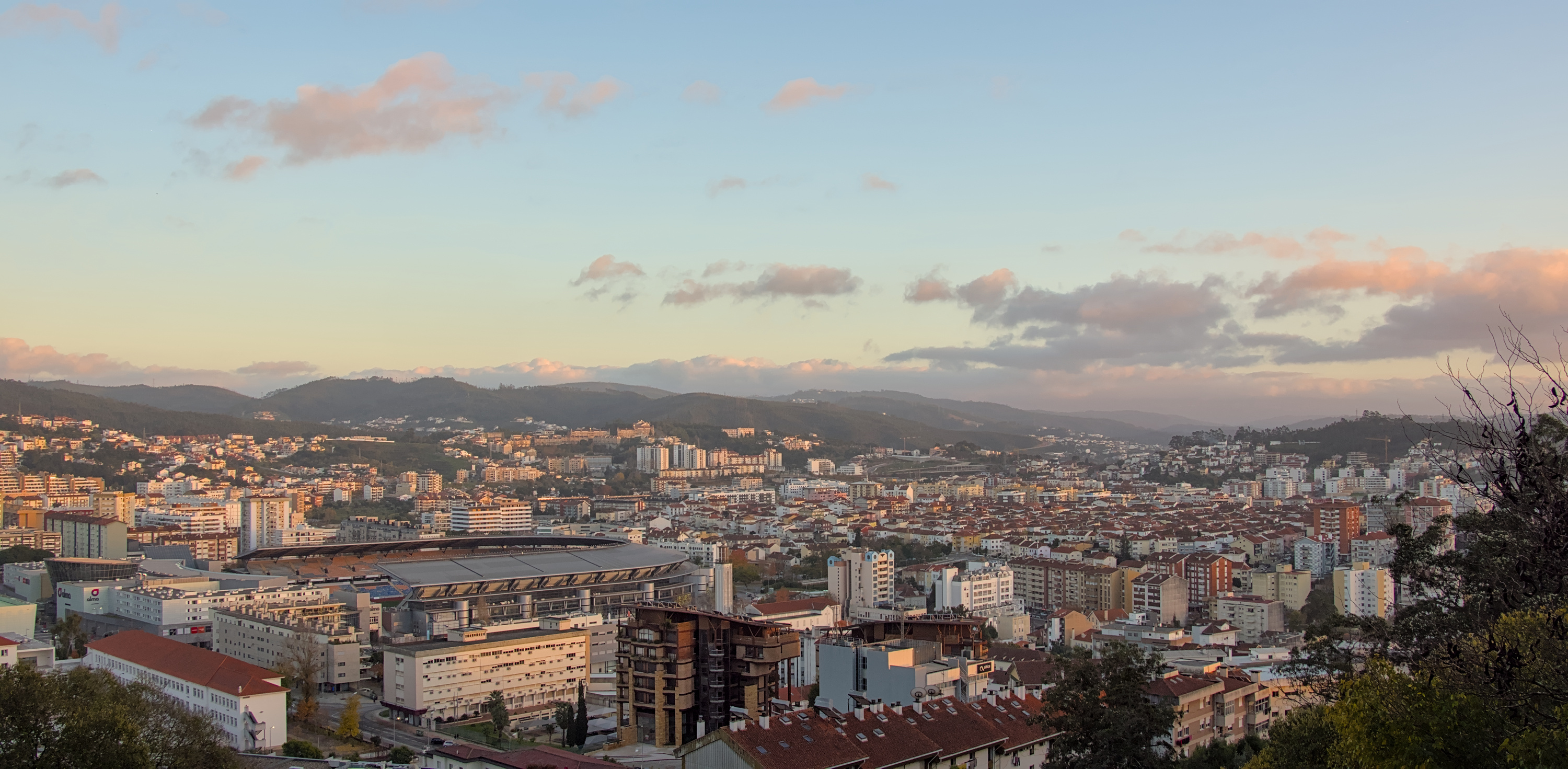
O Estádio Cidade de Coimbra visto do miradouro do Penedo da Saudade, em Coimbra.

### Academia Briosa XXI
Inaugurada no dia 15 de Dezembro de 2007, na presença do Secretário de Estado da Juventude e Desporto, Dr. Laurentino Dias, a Academia Briosa XXI é uma das grandes obras da História da Académica. São duas as principais valências que a Academia assegura no dia-a-dia da Académica: os serviços administrativos e as instalações desportivas.
A Academia é composta por um campo relvado natural, três campos sintéticos, balneários, ginásio, gabinetes médicos, lavandaria, salas e gabinetes para toda a estrutura da Académica. Dispõe ainda de quartos, refeitório e cozinha que possibilitam a atração e retenção do melhor talento da formação.

### Pavilhão Eng. Jorge Anjinho
O edifício foi inaugurado a 12 de Dezembro de 1987, numa cerimónia que contou com a presença do Presidente da República de então, Mário Soares. Situado na zona da Solum, em Coimbra, foi uma mais valia para a Instituição, sobretudo nos finais dos anos 1980 e década de 1990, funcionando como a sede da Briosa. A estrutura dos “estudantes” usava as condições do Pavilhão para desenvolver o seu trabalho e as suas operações diárias, até à data de inauguração da Academia Briosa XXI.[carece de fontes?]
O Pavilhão, cujo nome foi atribuído ao antigo Presidente dos “estudantes”, Jorge Anjinho, está situado numa importante zona comercial de Coimbra e, para além das atividades desportivas “indoor” que acolhe, alberga também outros estabelecimentos comerciais e a sede da claque da Briosa, a Mancha Negra.[carece de fontes?]
O Pavilhão sofreu renovações estruturais em 2020, sendo atualmente uma instalação de referência para a prática desportiva, partilhado entre a Associação Académica de Coimbra - O.A.F. e as várias secções desportivas da AAC.

## Claques e grupos de apoio
A Académica é um dos clubes com mais adeptos em Portugal. É de longe o clube mais representativo do distrito e de toda a região centro. Um estudo sobre o número de adeptos de clubes feito pelo jornal Record e a empresa Novadir em 2010, revelou que a Académica era o quarto clube com mais adeptos a nível nacional.
A primeira claque da Académica, “Baralha Teórica”, surgiu em Novembro de 1927 e foi o resultado da crescente paixão dos estudantes de Coimbra pelo futebol. Os seus principais impulsionadores foram Júlio da Fonseca Lourenço e Euclides de Araújo, sendo que o grupo ficou caracterizado pelos seus “10 mandamentos”, os estatutos da claque. Apesar de se ter dissolvido uns anos mais tarde, os maiores apoiantes da Académica ficarão para sempre conhecidos como os “teóricos”.[carece de fontes?]
Depois da dissolução da “Baralha Teórica”, continuaram a surgir novos grupos de apoio à AAC e foi no final da década de 1930 que a maior parte deles se constituiu. Na época 1934-1935 nasce o “Frascary Club”, cujo principal objetivo era dar apoio moral aos jogadores. Em 1936, deu-se a criação dos “Cowboys”, que se caracterizavam por se organizarem em banda musical mas também porque usavam sempre um lenço vermelho ao pescoço. Um ano depois, em 1937, surgiram “Os Fans” que, a par dos “Cowboys”, ressuscitariam na segunda metade dos anos 1980. Foi então que, em Abril de 38, e quando nenhum clube tinha claques, os adeptos da Académica conseguiam já juntar duas mil pessoas para um jogo com o Belenenses, nas Salésias.[carece de fontes?]
Ao longo dos tempos, foram ainda várias as claques que se formaram por amor à Briosa, quase sempre com designações reveladoras de muita imaginação: “FALCÕES”, PINDÉRICOS DA BORRACHA”, “GOELAS”, “NAVE DOS LOUCOS”, “BARALHA E TORNA A DAR” e “8º EXÉRCITO”.

### Ultra Mancha Negra Boys
Em 1985, surge uma nova vaga de grupos de apoio á Briosa, com ideias diferentes, maneiras de estar diferentes. Novas formas de apoio, mas sempre vestidos de negro. É nesta altura que é criada a mais antiga falange de apoio da Académica que se encontra em atividade. Estamos a falar da Mancha Negra, que ao contrário do que o seu nome indica, dá um belo colorido aos estádios onde se apresenta.
É da fusão de 3 grupos de adeptos da Académica, “Força Negra”, “Maré Negra” e “Solum Power” (este último o primeiro a aparecer) que surge a nova claque. Faltava então arranjar um nome para o grupo e o escolhido foi o de uma das mais populares personagens da Walt Disney: o Mancha Negra. A Mancha Negra foi fundada a 3 de Março de 1985, data em que se disputou o jogo entre a Académica e o Sporting Clube de Braga. Os objetivos deste novo grupo são apoiar a Académica, participar no desenvolvimento do mundo Ultra em Portugal e estabelecer amizades com grupos de apoio dos restantes clubes.
A MN proclama no seu historial o facto de ter sido a primeira claque a utilizar espetáculos de fogo-de-artifício nos estádios de futebol, em Portugal. Sob aquele que é certamente o lema mais bonito do universo ultra português “Se jogasses no céu… Morreríamos para te ver”, a importância da claque na vida da Académica é reconhecida por todos e está sempre presente, onde quer que a Briosa jogue. A sede da Mancha Negra está situada no Pavilhão Eng. Jorge Anjinho, uma das instalações da Associação Académica de Coimbra.

## Rivalidades

### Dérbi da Cidade de Coimbra
A rivalidade entre a Académica de Coimbra e o União de Coimbra faz faísca entre academistas e unionistas. Apesar de ambos os clubes já terem militado na principal divisão nacional de futebol, a realidade entre os dois conjuntos é hoje bem diferente. A Académica disputa atualmente a Liga 3, o União disputa o Campeonato de Portugal (liga).

### Dérbi do Centro
Este dérbi representa uma das principais rivalidades da Região do Centro do país disputada entre a União de Leiria é a Associação Académica de Coimbra. Os jogos disputados entre os dois clubes são sempre marcados por grande emotividade e fervor.

## Futebol

### Seniores Masculinos
Plantel 2022

#### Palmarés
| Competições Nacionais | Competições Nacionais | Competições Nacionais | Competições Nacionais |
| Competição            | Competição            | Títulos               | Temporadas |
| --------------------- | --------------------- | --------------------- | --- |
|                       | Taça de Portugal      | 2                     | 1938/39 e 2011/12 |
| Competições Regionais |                       |                       | |
| Competição            | Competição            | Títulos               | Temporadas |
|                       | Campeonato de Coimbra | 18                    | 1922/23, 1923/24, 1924/25, 1927/28, 1932/33, 1933/34, 1934/35, 1935/36, 1936/37, 1937/38, 1938/39, 1939/40, 1940/41, 1941/42, 1942/43, 1943/44, 1944/45 e 1945/46 |
|                       | Total de Troféus      | 20                    | 2 Nacionais e 18 Regionais |

#### Outros Palmarés
| Competições Nacionais | Competições Nacionais   | Competições Nacionais | Competições Nacionais |
| Competição            | Competição              | Títulos               | Temporadas            |
| --------------------- | ----------------------- | --------------------- | --------------------- |
|                       | Segunda Divisão Extinta | 2                     | 1948/49 e 1972/73     |
|                       | Total de Troféus        | 2                     | 2 Nacionais           |

### Dados e Estatísticas por Competição
- Participações no 1º escalão nacional: 64
- Participações no 2º escalão nacional: 21
- Participações no 3º escalão nacional: 2
- Melhor classificação de sempre no 1º escalão: 2º lugar (Vice-Campeã Nacional) em 1966/67.
- Finalista vencida da Supertaça Cândido de Oliveira: 1 (2012)
- Finalista vencida da Taça de Portugal: 3 (1950/51, 1966/67 e 1968/69)
- Participações em competições Europeias: 4
  - Taça das Cidades com Feira: 1 (1968/69)
  - Taça das Taças: 1 (1969/70, quartos de final)
  - Taça UEFA: 1 (1971/72, primeira eliminatória)
  - Liga Europa: 1 (2012/13)
- Vencedora do Campeonato Nacional de Juniores: 3 (1949/50, 1951/52, 1953/54)
- Vencedora do Campeonato Nacional de Juvenis: 1 (1966/67)
- Infantis: (2007/08, 2008/09, 2009/10)

Até à época 2016-17.
|                             | Nº Presenças | Venceu |
| --------------------------- | ------------ | ------ |
| Temporadas na 1ª            | 64           | 0      |
| Temporadas na Liga de Honra | 11           | 0      |
| Temporadas na 2ª            | 8            | 0      |
| Temporadas na 3ª            | 2            | 0      |
| Taça de Portugal            | 76           | 2      |
| Taça da Liga                | 9            | 0      |
| Supertaça de Portugal       | 1            | 0      |

### Classificações
| Época | I  | II     | III | Pts    | J  | V  | E  | D  | GM  | GS      | +/- | Taça Portugal | Notas      |
| 2024-2025 |    |        |     |        |    |    |    |    |     |         |     |               | 1º fase    |
| 2023-2024 |    |        | 5   | 16 pts | 14 | 3  | 7  | 4  | 15  | 16      | -1  | 1/32 final    | ap.campeão |
| 2023-2024 | 1  | 32 pts | 18  | 9      | 5  | 4  | 27 | 17 | +10 | 1º fase |     | 1/32 final    |            |
| 2022-2023 |    |        | 8   | 25 pts | 22 | 7  | 5  | 10 | 22  | 32      | -10 | 1/64 final    | 1º fase    |
| 2021-2022 |    | 18     |     | 17 pts | 34 | 3  | 8  | 23 | 35  | 62      | -27 | 1/32 final    |            |
| 2020-2021 |    | 4      |     | 62 pts | 34 | 17 | 11 | 6  | 46  | 30      | +16 | 1/16 final    |            |
| 2019-2020 |    | 7      |     | 35 pts | 24 | 10 | 5  | 9  | 34  | 26      | +8  | 1/16 final    |            |
| 2018-2019 |    | 5      |     | 51 pts | 34 | 15 | 6  | 13 | 36  | 37      | -1  | 1/64 final    |            |
| 2017-2018 |    | 4      |     | 63 pts | 38 | 19 | 6  | 13 | 59  | 40      | +19 | 1/8 final     |            |
| 2016-2017 |    | 6      |     | 62 pts | 42 | 17 | 11 | 14 | 42  | 35      | +7  | 1/4 final     |            |
| 2015-2016 | 18 |        |     | 25 pts | 33 | 5  | 10 | 18 | 32  | 58      | -26 | 1/8 final     |            |
| 2014-2015 | 15 |        |     | 29 pts | 34 | 4  | 17 | 13 | 26  | 46      | -20 | 1/32 final    |            |
| 2013-2014 | 8  |        |     | 37 pts | 30 | 9  | 10 | 11 | 25  | 35      | –10 | 1/4 final     |            |
| 2012-2013 | 11 |        |     | 28 pts | 30 | 6  | 10 | 14 | 33  | 45      | –12 | 1/4 final     |            |
| 2011-2012 | 13 |        |     | 29 pts | 30 | 7  | 8  | 15 | 27  | 38      | -11 | Vencedor      |            |
| 2010-2011 | 14 |        |     | 30 pts | 30 | 7  | 9  | 14 | 32  | 48      | -16 | 1/2 final     |            |
| 2009-2010 | 11 |        |     | 33 pts | 30 | 8  | 9  | 13 | 37  | 42      | -5  | 1/16 final    |            |
| 2008-2009 | 7  |        |     | 39 pts | 30 | 10 | 9  | 11 | 28  | 32      | -4  | 1/16 final    |            |
| 2007-2008 | 12 |        |     | 32 pts | 30 | 6  | 14 | 10 | 31  | 38      | -17 | 1/32 final    |            |
| 2006-2007 | 13 |        |     | 26 pts | 30 | 6  | 8  | 16 | 28  | 47      | -19 | 1/4 final     |            |
| 2005-2006 | 14 |        |     | 39 pts | 34 | 10 | 9  | 15 | 37  | 48      | -11 | 1/4 final     |            |
| 2004-2005 | 14 |        |     | 38 pts | 34 | 9  | 11 | 14 | 29  | 41      | -12 | 1/8 final     |            |
| 2003-2004 | 13 |        |     | 38 pts | 34 | 11 | 5  | 18 | 40  | 42      | -2  | 1/16 final    |            |
| 2002-2003 | 15 |        |     | 37 pts | 34 | 8  | 13 | 13 | 38  | 48      | -10 | 1/4 final     |            |
| 2001-2002 |    | 2      |     | 62 pts | 34 | 17 | 11 | 6  | 60  | 49      | +11 | 1/8 final     |            |
| 2000-2001 |    | 8      |     | 48 pts | 34 | 14 | 6  | 14 | 51  | 48      | +3  | 1/32 final    |            |
| 1999-2000 |    | 5      |     | 57 pts | 34 | 16 | 9  | 9  | 55  | 37      | +18 | 1/8 final     |            |
| 1998-1999 | 18 |        |     | 21 pts | 34 | 4  | 9  | 21 | 30  | 71      | -41 | 1/32 final    |            |
| 1997-1998 | 15 |        |     | 36 pts | 34 | 8  | 12 | 14 | 27  | 41      | -14 | 1/32 final    |            |
| 1996-1997 |    | 3      |     | 58 pts | 34 | 17 | 7  | 10 | 39  | 21      | +18 | 1/8 final     |            |
| 1995-1996 |    | 15     |     | 41 pts | 34 | 11 | 8  | 15 | 38  | 48      | -10 | 1/16 final    |            |
| 1994-1995 |    | 7      |     | 35 pts | 34 | 13 | 9  | 12 | 41  | 39      | +2  | 1/16 final    |            |
| 1993-1994 |    | 5      |     | 38 pts | 34 | 17 | 4  | 13 | 39  | 30      | +9  | 1/32 final    |            |
| 1992-1993 |    | 4      |     | 45 pts | 34 | 19 | 7  | 8  | 56  | 39      | +17 | 1/16 final    |            |
| 1991-1992 |    | 6      |     | 37 pts | 34 | 13 | 11 | 10 | 37  | 25      | +12 | 1/32 final    |            |
| 1990-1991 |    | 6      |     | 44 pts | 38 | 17 | 10 | 11 | 41  | 32      | +9  | 1/16 final    |            |
| 1989-1990 |    | 4      |     | 43 pts | 34 | 19 | 5  | 10 | 55  | 34      | +21 | 1/128 final   |            |
| 1988-1989 |    | 2      |     | 52 pts | 34 | 21 | 10 | 3  | 66  | 23      | +43 | 1/16 final    |            |
| 1987-1988 | 16 |        |     | 33 pts | 38 | 9  | 15 | 14 | 32  | 42      | -10 | 1/64 final    |            |
| 1986-1987 | 10 |        |     | 26 pts | 30 | 7  | 12 | 11 | 22  | 34      | -12 | 1/64 final    |            |
| 1985-1986 | 10 |        |     | 25 pts | 30 | 9  | 7  | 14 | 28  | 38      | -10 | 1/4 final     |            |
| 1984-1985 | 7  |        |     | 29 pts | 30 | 12 | 5  | 13 | 45  | 47      | -2  | 1/8 final     |            |
| 1983-1984 |    | 1      |     | 45 pts | 30 | 19 | 7  | 4  | 58  | 22      | +36 | 1/64 final    |            |
| 1982-1983 |    | 2      |     | 48 pts | 30 | 21 | 6  | 3  | 74  | 32      | +42 | 1/2 final     |            |
| 1981-1982 |    | 2      |     | 46 pts | 30 | 18 | 10 | 2  | 59  | 13      | +46 | 1/64 final    |            |
| 1980-1981 | 16 |        |     | 14 pts | 30 | 4  | 6  | 20 | 16  | 58      | -42 | 1/16 final    |            |
| 1979-1980 |    | 1      |     | 47 pts | 30 | 19 | 9  | 2  | 57  | 13      | +44 | 1/32 final    |            |
| 1978-1979 | 15 |        |     | 18 pts | 30 | 5  | 8  | 17 | 20  | 41      | -21 | 1/4 final     |            |
| 1977-1978 | 8  |        |     | 26 pts | 30 | 11 | 4  | 15 | 41  | 49      | -8  | 1/64 final    |            |
| 1976-1977 | 5  |        |     | 34 pts | 30 | 14 | 6  | 10 | 29  | 25      | +4  | 1/32 final    |            |
| 1975-1976 | 11 |        |     | 23 pts | 30 | 7  | 9  | 14 | 32  | 47      | -15 | 1/16 final    |            |
| 1974-1975 | 14 |        |     | 20 pts | 30 | 7  | 6  | 17 | 33  | 46      | -13 | 1/16 final    |            |
| 1973-1974 | 10 |        |     | 23 pts | 30 | 8  | 7  | 15 | 29  | 45      | -14 | 1/16 final    |            |
| 1972-1973 |    | 1      |     | 49 pts | 30 | 22 | 5  | 3  | 66  | 14      | +51 | 1/8 final     |            |
| 1971-1972 | 15 |        |     | 21 pts | 30 | 7  | 7  | 16 | 29  | 38      | -11 | 1/16 final    |            |
| 1970-1971 | 5  |        |     | 33 pts | 26 | 13 | 7  | 6  | 38  | 24      | +14 | 1/16 final    |            |
| 1969-1970 | 10 |        |     | 22 pts | 26 | 8  | 6  | 12 | 42  | 46      | -4  | 1/8 final     |            |
| 1968-1969 | 6  |        |     | 30 pts | 26 | 12 | 6  | 8  | 48  | 32      | +16 | Final         |            |
| 1967-1968 | 4  |        |     | 35 pts | 26 | 15 | 5  | 6  | 53  | 24      | +29 | 1/8 final     |            |
| 1966-1967 | 2  |        |     | 40 pts | 26 | 18 | 4  | 4  | 50  | 18      | +32 | Final         |            |
| 1965-1966 | 6  |        |     | 26 pts | 26 | 9  | 8  | 9  | 58  | 48      | +10 | 1/32 final    |            |
| 1964-1965 | 4  |        |     | 34 pts | 26 | 16 | 2  | 8  | 58  | 40      | +18 | 1/16 final    |            |
| 1963-1964 | 9  |        |     | 25 pts | 26 | 11 | 3  | 12 | 43  | 48      | -5  | 1/16 final    |            |
| 1962-1963 | 10 |        |     | 19 pts | 26 | 8  | 3  | 15 | 49  | 50      | -1  | 1/8 final     |            |
| 1961-1962 | 10 |        |     | 22 pts | 26 | 9  | 4  | 13 | 44  | 54      | -10 | 1/8 final     |            |
| 1960-1961 | 7  |        |     | 26 pts | 26 | 10 | 6  | 10 | 31  | 29      | +2  | 1/32 final    |            |
| 1959-1960 | 6  |        |     | 25 pts | 26 | 8  | 9  | 9  | 40  | 41      | -1  | 1/32 final    |            |
| 1958-1959 | 10 |        |     | 21 pts | 26 | 8  | 5  | 13 | 45  | 46      | -1  | 1/8 final     |            |
| 1957-1958 | 9  |        |     | 24 pts | 26 | 10 | 4  | 12 | 45  | 40      | +5  | 1/4 final     |            |
| 1956-1957 | 6  |        |     | 28 pts | 26 | 12 | 4  | 10 | 45  | 33      | +12 | 1/4 final     |            |
| 1955-1956 | 13 |        |     | 19 pts | 26 | 8  | 3  | 15 | 36  | 52      | -16 | 1/8 final     |            |
| 1954-1955 | 6  |        |     | 25 pts | 26 | 10 | 5  | 11 | 53  | 52      | +1  | 1/2 final     |            |
| 1953-1954 | 13 |        |     | 16 pts | 26 | 8  | 2  | 16 | 29  | 50      | -21 | 1/8 final     |            |
| 1952-1953 | 11 |        |     | 19 pts | 26 | 7  | 5  | 14 | 39  | 57      | -18 | 1/8 final     |            |
| 1951-1952 | 7  |        |     | 22 pts | 26 | 8  | 6  | 12 | 39  | 47      | -12 | 1/8 final     |            |
| 1950-1951 | 8  |        |     | 24 pts | 26 | 10 | 4  | 12 | 40  | 53      | -13 | Final         |            |
| 1949-1950 | 7  |        |     | 24 pts | 26 | 8  | 8  | 10 | 56  | 57      | -1  | -             |            |
| 1948-1949 |    | 1      |     | 20 pts | 14 | 10 | 0  | 4  | 46  | 14      | +32 | 1/8 final     |            |
| 1947-1948 | 14 |        |     | 10 pts | 26 | 4  | 2  | 20 | 25  | 113     | -88 | 1/8 final     |            |
| 1946-1947 | 11 |        |     | 20 pts | 26 | 8  | 4  | 14 | 49  | 96      | -49 | -             |            |
| 1945-1946 | 10 |        |     | 16 pts | 22 | 7  | 2  | 13 | 51  | 76      | -25 | 1/8 final     |            |
| 1944-1945 | 9  |        |     | 9 pts  | 18 | 4  | 1  | 13 | 33  | 65      | -32 | 1/8 final     |            |
| 1943-1944 | 9  |        |     | 6 pts  | 18 | 3  | 0  | 15 | 35  | 68      | -33 | 1/2 final     |            |
| 1942-1943 | 6  |        |     | 14 pts | 18 | 6  | 2  | 10 | 54  | 60      | -6  | 1/8 final     |            |
| 1941-1942 | 5  |        |     | 26 pts | 22 | 13 | 0  | 9  | 77  | 51      | +26 | 1/8 final     |            |
| 1940-1941 | 5  |        |     | 11 pts | 14 | 4  | 3  | 7  | 32  | 41      | -9  | 1/4 final     |            |
| 1939-1940 | 6  |        |     | 17 pts | 18 | 7  | 3  | 8  | 42  | 54      | -12 | 1/8 final     |            |
| 1938-1939 | 5  |        |     | 11 pts | 14 | 4  | 3  | 7  | 27  | 39      | -12 | Vencedor      |            |
| 1937-1938 | 6  |        |     | 10 pts | 14 | 5  | 0  | 9  | 23  | 37      | -14 | -             |            |
| 1936-1937 | 5  |        |     | 11 pts | 14 | 5  | 1  | 8  | 24  | 30      | -6  | -             |            |
| 1935-1936 | 8  |        |     | 3 pts  | 14 | 1  | 1  | 12 | 13  | 51      | -38 | -             |            |
| 1934-1935 | 8  |        |     | 3 pts  | 14 | 1  | 1  | 12 | 14  | 49      | -35 | -             |            |
| I - 1.ª Divisão; II - 2.ª Divisão; III - 3.ª Divisão; IV - 4.ª Divisão; V - 5.ª Divisão; Pts - Pontos; J - Jogos; V - Vitórias; E - Empates; D - Derrotas; GM - Golos Marcados; GS - Golos Sofridos; +/- - Diferença de Golos. |    |        |     |        |    |    |    |    |     |         |     |               |            |

Legenda:
| Campeão | Vice-campeão | Meia-final | Promoção | Despromoção |

## Recordes individuais
Jogos competitivos, apenas profissionais, aparições como suplente incluídas no total.
| Jogadores com mais partidas | Jogadores com mais partidas | Jogadores com mais partidas | Jogadores com mais partidas |  | Jogadores com mais golos | Jogadores com mais golos | Jogadores com mais golos | Jogadores com mais golos |
| #                           | Nome                        | Jogos                       | Aparências                  |  | #                        | Nome                     | Jogos                    | Golos                    |
| --------------------------- | --------------------------- | --------------------------- | --------------------------- |  | ------------------------ | ------------------------ | ------------------------ | ------------------------ |
| 1                           | Pedro Rocha                 | 1986-2004                   | 455                         |  | 1                        | Bentes                   | 1945–60                  | 167                      |
| 2                           | Vasco Gervásio              | 1962–79                     | 430                         |  | 2                        | Manuel António           | 1964–65 / 1968–77        | 153                      |
| 3                           | Pedro Roma                  | 1990–92 / 1994–09           | 386                         |  | 3                        | Eldon                    | 1978–83 / 1987–90        | 134                      |
| 4                           | Augusto Rocha               | 1956–71                     | 373                         |  | 4                        | Artur Jorge              | 1965–69                  | 94                       |
| 5                           | Mário Torres                | 1950–66                     | 373                         |  | 5                        | Dário Monteiro           | 1996-05                  | 91                       |
| 6                           | Vítor Campos                | 1963–76                     | 345                         |  | 6                        | Francisco andre          | 1953–59                  | 81                       |
| 7                           | Bentes                      | 1945–60                     | 328                         |  | 7                        | Alberto Gomes            | 1936–44 / 1947–49        | 67                       |
| 8                           | Rui Rodrigues               | 1962–71 / 1976–79           | 310                         |  | 8                        | Gaio                     | 1959–64                  | 65                       |
| 9                           | Tomás Fernandes             | 1980–90                     | 298                         |  | 9                        | Ernesto de Sousa         | 1965–68                  | 64                       |
| 10                          | Mito                        | 1985–90 / 1993–98           | 288                         |  | 10                       | Augusto Rocha            | 1956–71                  | 59                       |

## Antigos jogadores da Académica
| - Artur Jorge - Mário Campos - Sérgio Conceição - Fernando Couto - Toni - Dimas Teixeira - Gervásio - Henrique Hilário - Vítor Paneira - Carlos Martins - Hugo Leal - João Tomás - Hugo Almeida | - André - Dário Monteiro - Mário Wilson - Augusto Rocha |

## Presidentes
Lista de presidentes do Organismo Autónomo de Futebol (O.A.F.).
Para lista de presidentes da associação de estudantes visitar Associação Académica de Coimbra.
| Presidentes (Nascimento–Morte) | Período em funções | Período em funções    |
| Jorge Anjinho (1936-1999)      | fevereiro de 1983  | janeiro de 1990       |
| Mendes Silva (1930-1992)       | janeiro de 1990    | maio de 1992          |
| Paulo Cardoso (1927-1997)      | junho de 1992      | julho de 1995         |
| Fausto Correia (1951-2007)     | julho de 1995      | outubro de 1995       |
| Campos Coroa (1954-2022)       | outubro de 1995    | dezembro de 2002      |
| João Moreno (1929-2004)        | dezembro de 2002   | 23 de outubro de 2004 |
| José Eduardo Simões (1970-)    | janeiro de 2005    | junho de 2016         |
| Paulo Almeida (1974-)          | junho de 2016      | abril de 2017         |
| Pedro Dias Roxo (1979-)        | abril de 2017      | junho de 2022         |
| Pedro Miguel Ribeiro (1970-)   | junho de 2022      | -                     |
| ------------------------------ | ------------------ | --------------------- |